# Ёкан
Ёкан (яп. 羊羹 Ё:кан) — национальное японское лакомство. Представляет собой густую желеобразную пастилу, основными компонентами которой являются паста из красных бобов (иногда из белых бобов), агар-агар (производится из морских красных водорослей «тэнгуса» (Gelidiaceae) или «огонори» (Gracilaria)) и сахар.
Такую сладость обычно изготавливают в виде плиток, которые разрезают на небольшие прямоугольные кусочки перед подачей к столу.

## Разновидности

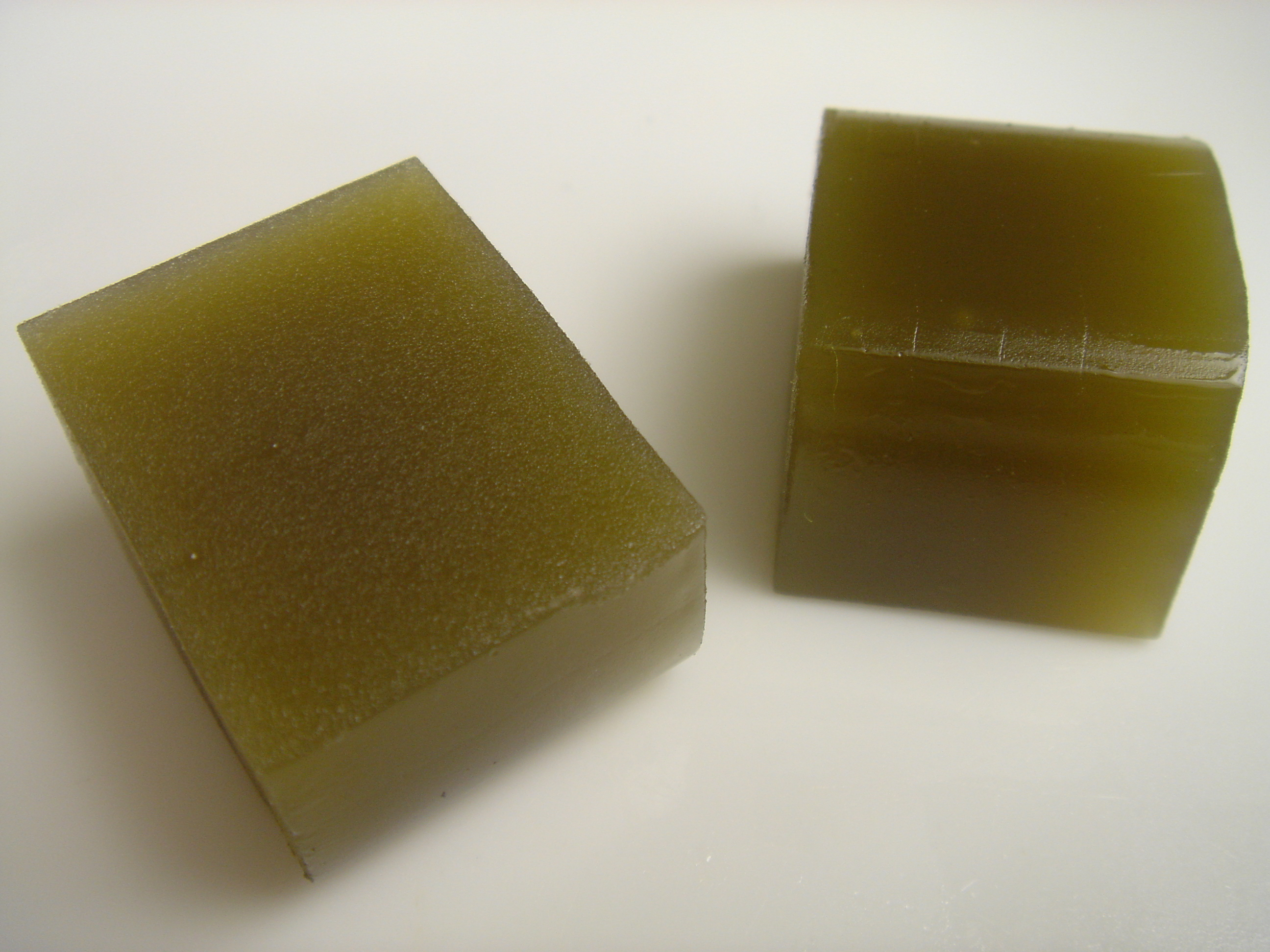
Кубики ёкана из зелёного чая

Существуют 2 основных типа: нэриёкан и мидзуёкан. Второй является более водянистым, обычно подаётся в охлаждённом виде и по этой причине чаще употребляется летом.
Хотя чаще всего ёкан делается из пасты красных бобов, иногда встречается ёкан из белых бобов. Этот тип ёкана обычно имеет молочный полупрозрачный цвет; его аромат — мягче, чем у краснобобового, поэтому к нему нередко добавляются ароматизаторы, такие, как порошок зелёного чая.
Ёкан может содержать крошку каштана, ломтики хурмы, подслащенных бобов адзуки, инжира, батата и др. Вместо обычного сахара может добавляться мёд, коричневый сахар или патока. Разновидность, известная как сиоёкан, содержит небольшое количество соли.

## История
Ёкан происходит из Китая, где желатин для его производства добывали, вываривая овечьи жилы и хрящи; оригинальный китайский термин означал «овечий гэн (крахмалистый суп)» (羊 овца + 羹 густой суп).
В Японию ёкан завезли дзен-буддисты в периоды Камакура и Муромати, около 1191 года. Поскольку буддизм запрещает убийство, животный желатин был заменён мукой и бобами адзуки. Агар стали использовать позднее, в период Эдо, около 1800 года, когда рецепт ёкана впервые приблизился к современному. Позднее, по мере дешевения сахара, ёкан стал приобретать новые варианты. Ёкан стал популярен благодаря нескольким качествам: из-за его состава такую сладость можно было долго хранить без порчи в домашних условиях. Основные вкусовые и потребительские параметры ёкан могли сохраняться в течение нескольких дней, благодаря его химическому составу. Ёкан нередко используется в качестве подарка гостя хозяевам.
Ёкан иногда используется при приготовлении других блюд, в частности, как начинка кекса «Сибирь».